# Ngahtatgyi-Tempel

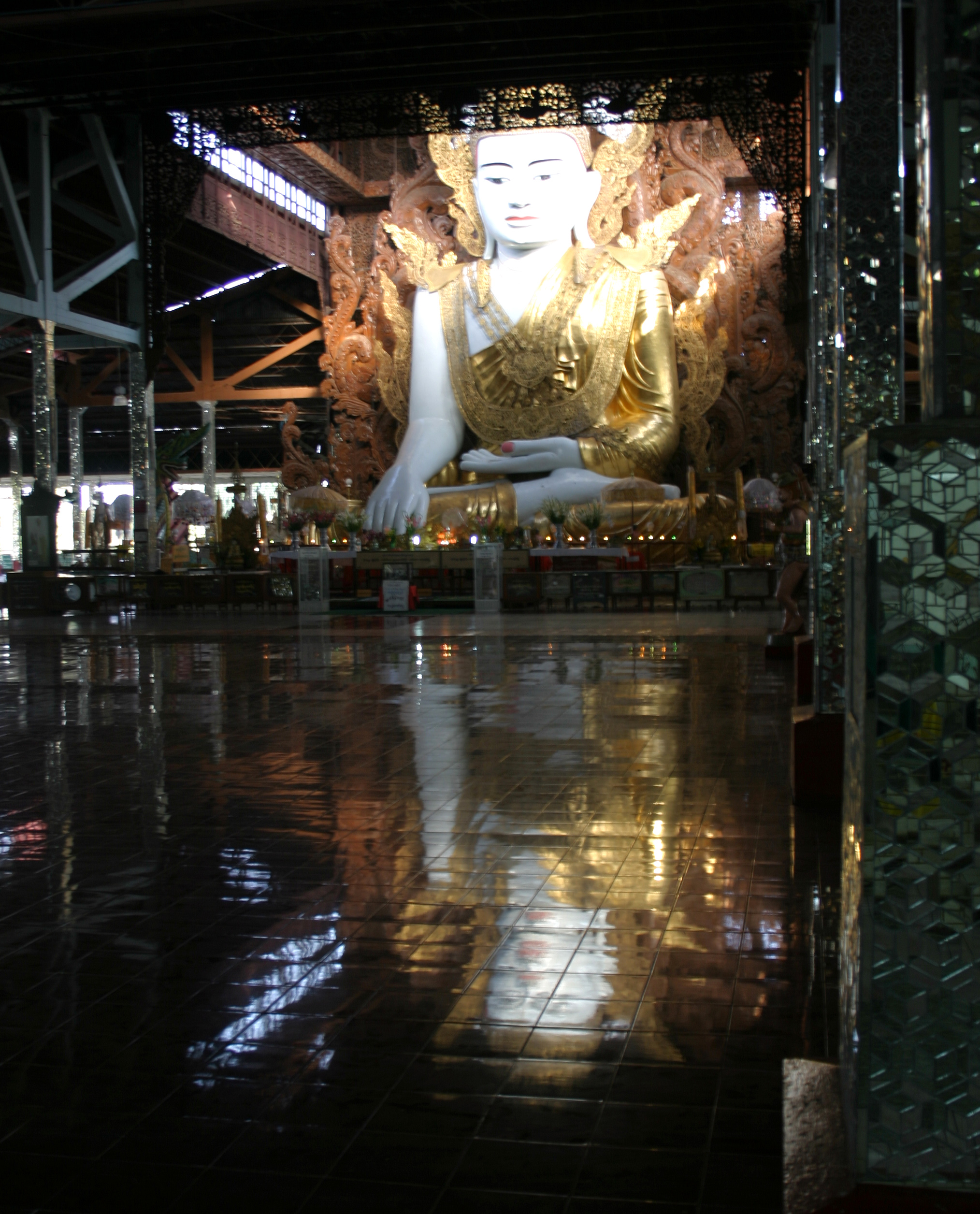
Buddha im Ngahtatgyi-Tempel

Der Ngahtatgyi-Tempel (birmanisch ငါးထပ်ကြီးဘုရားကြီး) ist eine buddhistische Tempelanlage in Yangon in Myanmar.

## Beschreibung
In einem stählernen Pavillon sitzt ein 14 m hoher Buddha, der um 1900 errichtet wurde. Nebenan befindet sich ein riesiger Fußabdruck Buddhas. Eine weitere etwa 6 m große Buddhastatue stammt angeblich aus dem 16. Jahrhundert.

## Galerie

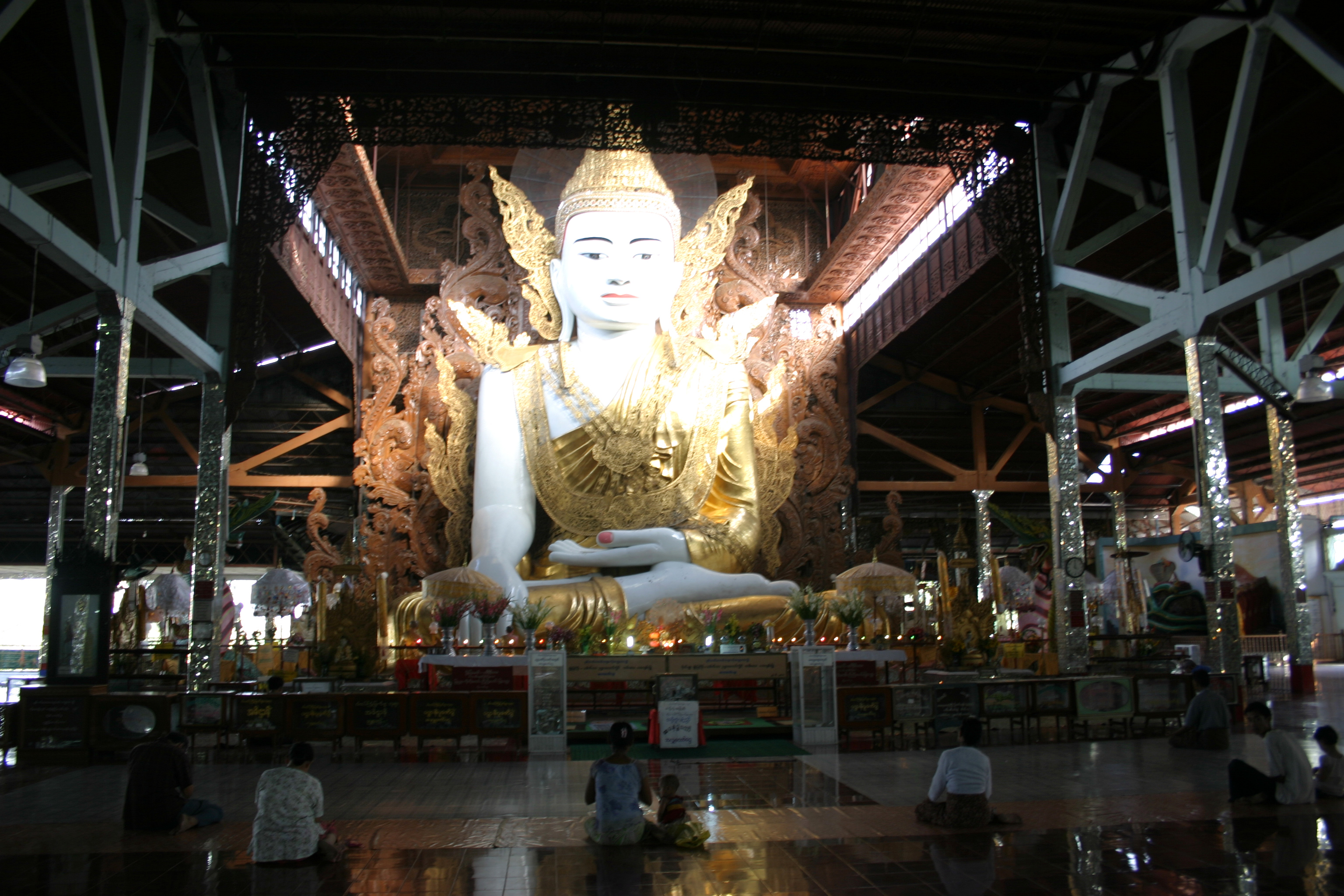
Sitzender Buddhas
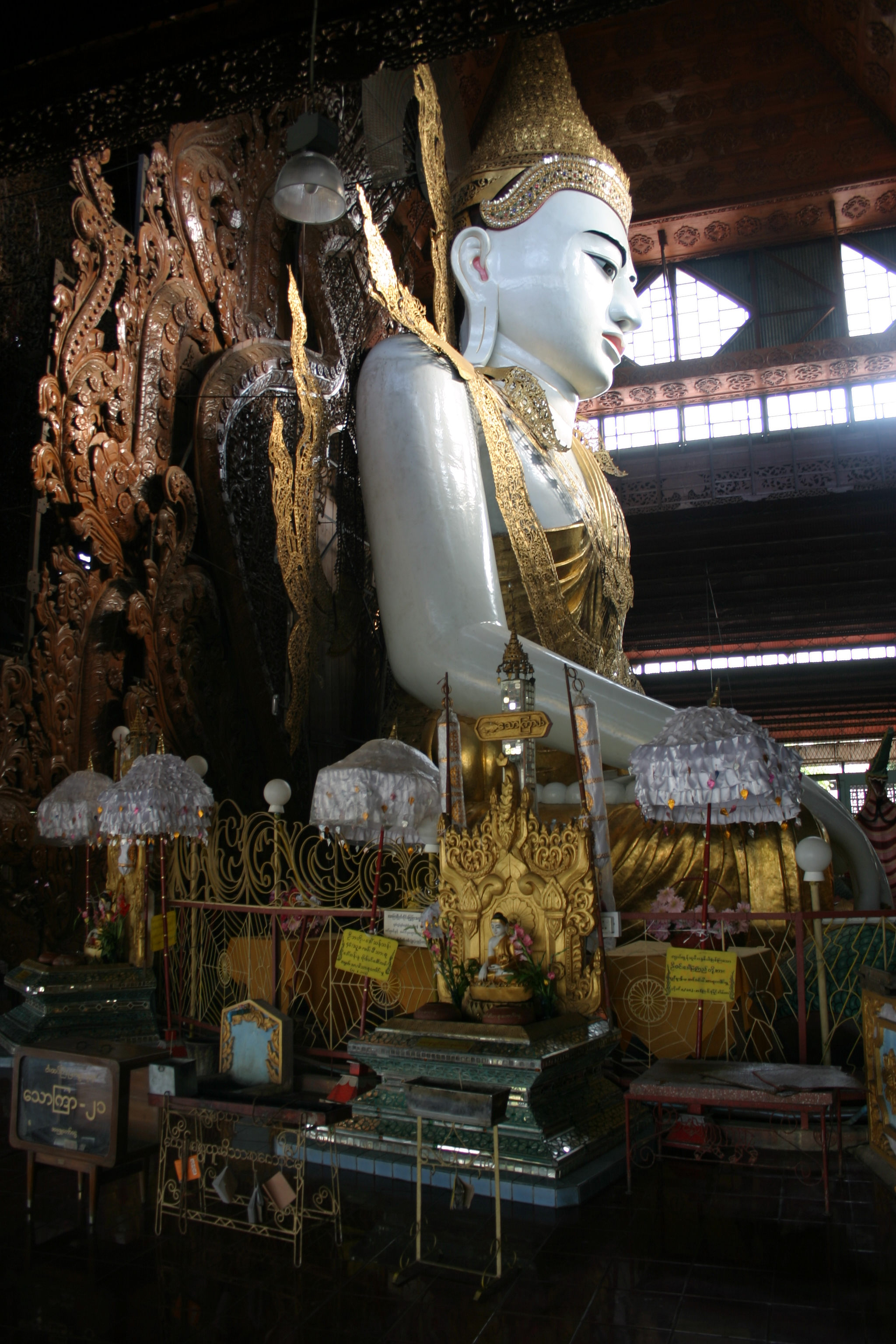
Seitenansicht
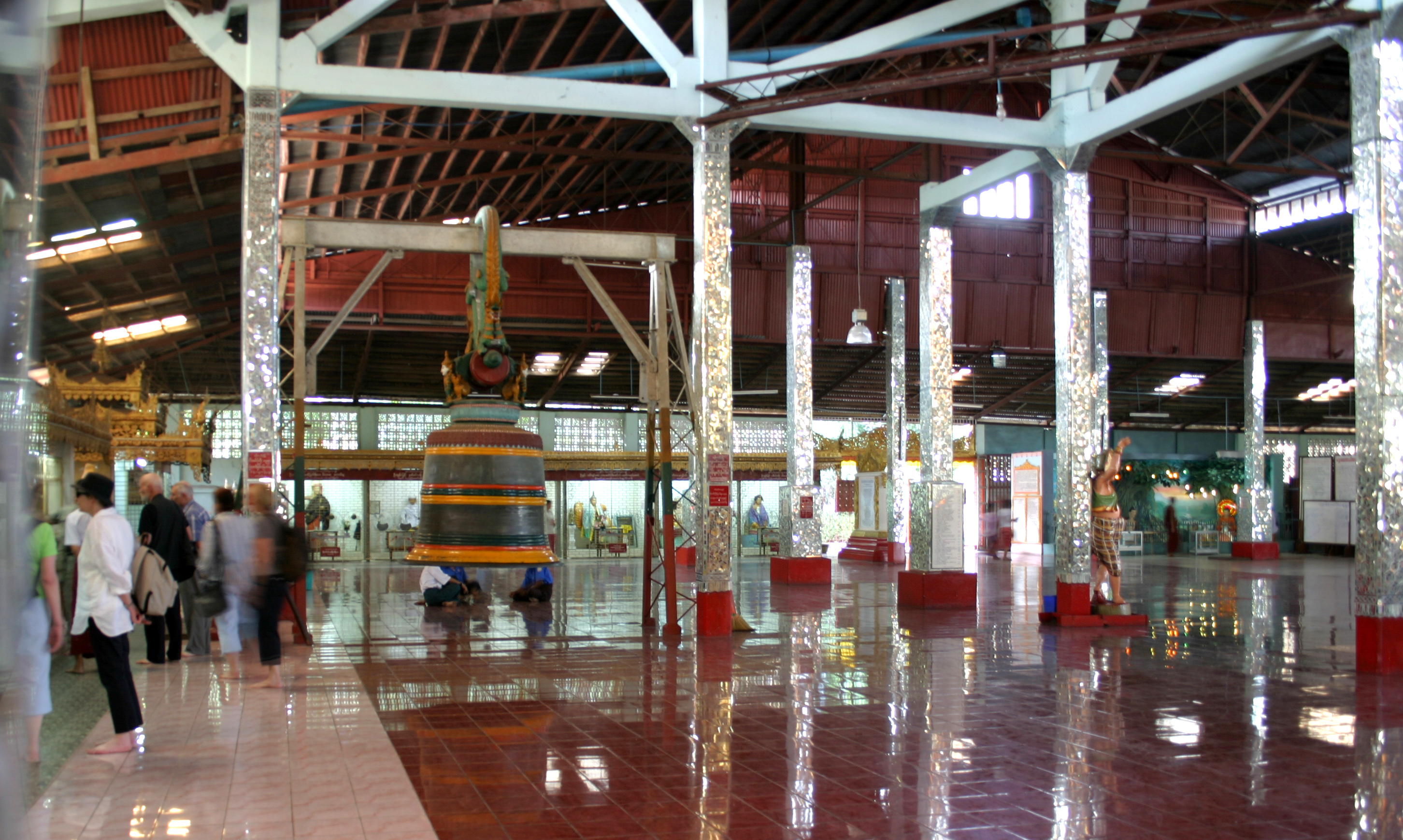
Halle
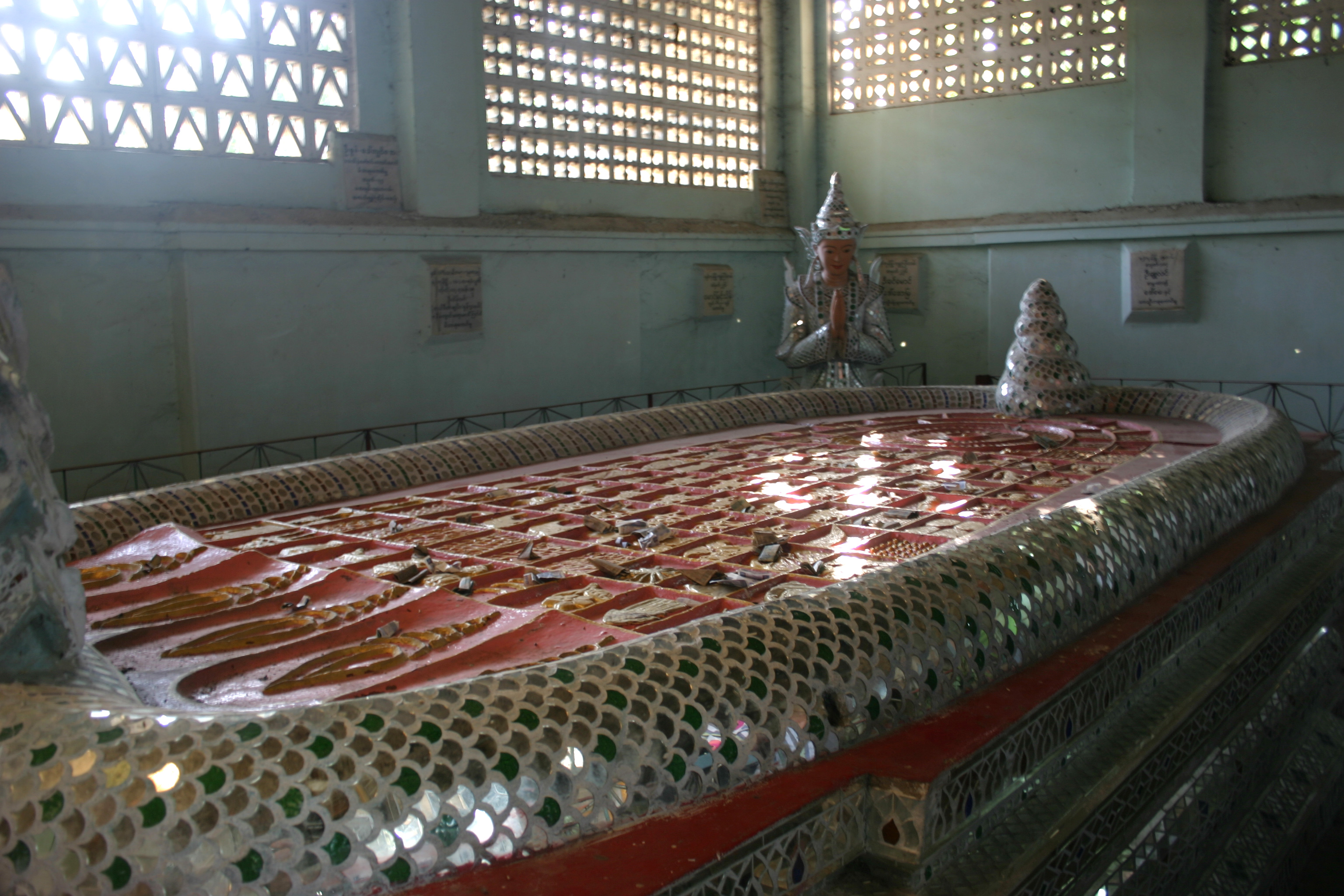
Fußabdruck